# 브라이언 오그레디

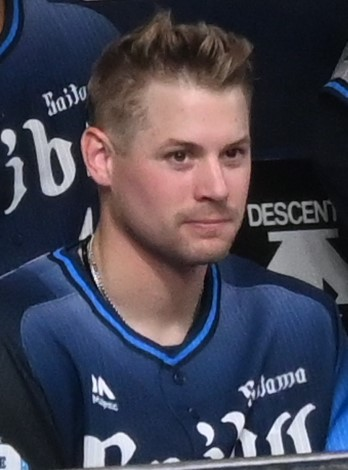

브라이언 오그레디(Brian O'Grady, 1992년 5월 17일 ~ )은 미국의 야구 선수이자, 현 아메리칸 어소시네이션의 클레번 레일로더스의 외야수, 내야수이다.

## 미국 프로야구 시절
2019년에 신시내티 레즈에 입단하였다.

## 일본 프로야구 시절
2022년에 사이타마 세이부 라이온즈에 입단하였다.

## 한국 프로야구 시절

### 한화 이글스시절
2023년에 마이크 터크먼을 대체할 외국인 야수로 영입되었다. 2023년 5월에 성적 부진 및 옆구리 부상으로 인해 방출됐다. 그의 대체 선수로는 닉 윌리엄스가 영입되었다.

## 미국 독립야구 시절
2023년에 캔자스시티 모나치스에 입단하였다.